# Feuchtgebiete
Feuchtgebiete és una pel·lícula dramàtica de comèdia sexual alemanya del 2013 dirigida per David Wnendt i protagonitzada per Carla Juri. Està basada en la novel·la homònima del 2008 de Charlotte Roche i tracta qüestions relacionades amb el feminisme, la sexualitat i l'arribada a la majoria d'edat.
La pel·lícula es va estrenar al Festival Internacional de Cinema de Locarno l'11 d'agost de 2013. Després es va projectar a la secció World Cinema Dramatic Competition del Festival de Cinema de Sundance el 18 de gener de 2014.

## Argument
Helen, una jove de 18 anys, fa servir verdures per a la masturbació i considera que la higiene corporal està sobrevalorada a la nostra societat. Provoca els altres dient i fent coses que la majoria de la gent ni tan sols s'atreviria a imaginar. És sexualment aventurera i visita un bordell per a experimentar estar amb una altra dona.
Els pares de Helen estan divorciats i ella desitja que tornin a estar junts. Però la seva mare és depressiva, obsessionada per la higiene i mentalment inestable, i el seu pare és insensible i sembla no adonar-se del que pensa la gent del seu voltant. També té un germà petit i tranquil de qui es burla prenent-li l'os de peluix. Helen se sent sola i no estimada. Només la seva millor amiga, Corinna, la fa sentir còmoda, juntes trenquen molts dels tabús de la societat.